# Противовыбросовое оборудование

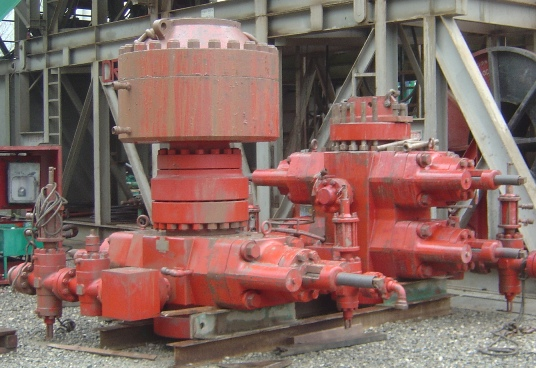
Превентор для газовой скважины.

Противовыбросовое оборудование — комплекс оборудования, предназначенный для герметизации устья нефтяных и газовых скважин в процессе их строительства и ремонта с целью безопасного ведения работ, предупреждения выбросов и открытых фонтанов.
Противовыбросовое оборудование обеспечивает проведение следующих работ:
1. Герметизация скважины;
2. Спуск-подъём колонн бурильных труб при герметизированном устье;
3. Циркуляция бурильного раствора с созданием регулируемого противодавления на забой и его дегазацией;
4. Оперативное управление гидроприводными составными частями оборудования.

Противовыбросовое оборудование не следует путать с устьевым оборудованием. Последнее является гораздо более ёмким понятием, охватывающим любое оборудование, устанавливаемое на устье скважины. Часть устьевого оборудования входит в состав противовыбросового оборудования.

## Составные части
Противовыбросовое оборудование включает устьевое оборудование, манифольд и систему управления.
Устьевое оборудование — совокупность технических средств, устанавливаемых на устье скважины нефтяной или газовой залежи при её строительстве, эксплуатации или ремонте, предназначенных для выполнения одной или нескольких самостоятельных функций, связанных с герметизацией устья. Включает превенторы, превенторный блок, устьевые крестовины, надпревенторную и другие дополнительно устанавливаемые катушки, разъёмный жёлоб и герметизатор.
Манифольд — система трубопроводов, соединенных по определенной схеме и снабженных необходимой арматурой. Включает линии дросселирования и глушения, конструктивно выполненных в виде блоков, соединенных с превенторным блоком противовыбросового оборудования магистральными линиями.